# Crane, Poole & Schmidt
Crane, Poole & Schmidt é uma empresa fictícia, estabelecida em Boston, Massachusetts, cenário da famosa série Boston Legal (exibida no Brasil como Justiça Sem Limites), criada por David E. Kelley e transmitida pela FOX (embora tenha sido apresentada nos episódios finais da extinta série The Practice).

## Advogados da Crane, Poole & Schmidt
Sócios Fundadores:
- Denny Crane (William Shatner) (The Practice 1+)
- Shirley Schmidt (Candice Bergen) (Temporada 1+)
- Edwin M. Poole (Larry Miller) (Temporada 1+)

Sócios:
- Paul Lewiston (Rene Auberjonois) (Temporada 1+)
- Barry Goal (Robert Wagner) (Temporada 2) - Escritório de Los Angeles

Parceiros:
- Brad Chase (Mark Valley) (Temporada 1+)-
- Jeffrey Coho (Craig Bierko) (Temporada 3) - Demitido
- Marlene Stanger (Parker Posey) (Temporada 2-3) - Transferido para o escritório de Nova York
- Lori Colson (Monica Potter) (Temporada 1-2) - Demitido
- Hannah Rose (Rebecca De Mornay) (The Practice)
- Matthew Billings (Vince Colosimo) (The Practice)
- Sheldon Modry (Currie Graham) (The Practice)

Do Conselho:
- Alan Shore (James Spader) (The Practice 1+)
- Jerry Espenson (Christian Clemenson) (Temporada 3) - Demitido, depois recontratado

Associados Senior:
- Denise Bauer (Julie Bowen) (Temporada 2+)
- Claire Simms (Constance Zimmer) (Temporada 3+)
- Vanessa Walker (Nia Long) (Temporada 3)
- Jerry Espenson (Christian Clemenson) (Temporada 2) - Demitido, depois readmitido
- Chelina Hall (Kerry Washington) (Temporada 1) - Demitido

Associados Júnior:
- Garrett Wells (Justin Mentell) (Temporada 2)
- Sara Holt (Ryan Michelle Bathe) (Temporada 2)
- Tara Wilson (Rhona Mitra) (Temporada 1-2) - Demitido
- Sally Heep (Lake Bell) (Temporada 1) - Demitido

Assistentes:
- Clarence Bell (Gary Anthony Williams) (Temporada 3+) - Assistente de Claire e mais tarde de Alan
- Catherine Piper (Betty White) (The Practice +) - Assistente de Alan - demitida/recontratada como a Moça dos Sanduíches
- Melissa Hughes (Marisa Coughlan) (Temporada 2-3) - Assistente de Alan - transferida para trabalhar com Jeffrey Coho

## Escritórios da Crane, Poole & Schmidt
Sabe-se que a Crane, Poole & Schmidt tem escritórios nestes lugares, embora exista pelo menos mais um não citado:
- Boston
- Los Angeles
- Nova York
- Washington D.C.
- Chicago
- London
- Tokyo
- Hong Kong